# Checkpoint Charlie
Checkpoint Charlie je bio jedan od najpoznatijih graničnih prijelaza između istočnog i zapadnog Berlina između 1945. i 1990. Nalazio se između američkog i sovjetskog sektora kao i između gradskih četvrti Centar u istočnom Berlinu i Kreuzberga u zapadnom Berlinu.
Kontrolni punkt je bio na ulici Friedrichstraße u Centru i samo zaposlenici zapadnih vojnih organizacija ili njihovih veleposlanstava, ne-njemački državljani kao i zapadno- i istočnonjemački funkcioneri su smjeli koristiti ovaj prijelaz.
Naziv "Charlie" potječe iz NATO-ve abecede i predstavlja treće slovo. Checkpoint Alpha bio je granični prijelaz na autocesti kod grada Helmstedta, Checkpoint Bravo bio je cestovni prijelaz kod Dreilindena, neposredno izvan Berlina. Kada su vođe istočnog Berlina pokušale smanjiti prava alijanse zapadnih zemalja u listopadu 1961., sovjetski i američki tenkovi s bojnom municijom stajali su jedni nasuprot drugima kod Checkpoint Charlieja.
Kontrolni punkt bio je mjesto brojnih pokušaja bijega iz Istočnog Berlina. Poznat je bijeg Petera Fechtera kojeg su ustrijelili istočnonjemački graničari. Zajedno sa svojim prijateljem Helmutom Kulbeikom, Fechter se 17. kolovoza 1962. pokušao uspeti uz Zid u neposrednoj blizini kontrolnog punkta. Kulbeikov bijeg je uspio ali Fechter je pogođen. Pred promatračima iz zapadnog Berlina, američkim vojnicima i istočnonjemačkim graničarima, iskrvario je na dijelu utvrde koja se naziva trakom smrti (Todesstreifen).
Kontrololni punkt je srušen 22. lipnja 1990., kao dio procesa koji je vodio ka ujedninjenju Njemačke, a danas je ostao samo tzv. zid muzej (Mauermuseum). Danas se Checkpoint Charlie ubraja u najvažnije znamenitosti Berlina. Od 13. kolovoza 2000. na ovom mjestu nalazi se realističan model prvih kontrolnih baraka, muzej, posljednja zastava Kremlja i drugi predmeti koji podsjećaju na podjelu Njemačke.  